# Jay Hernandez

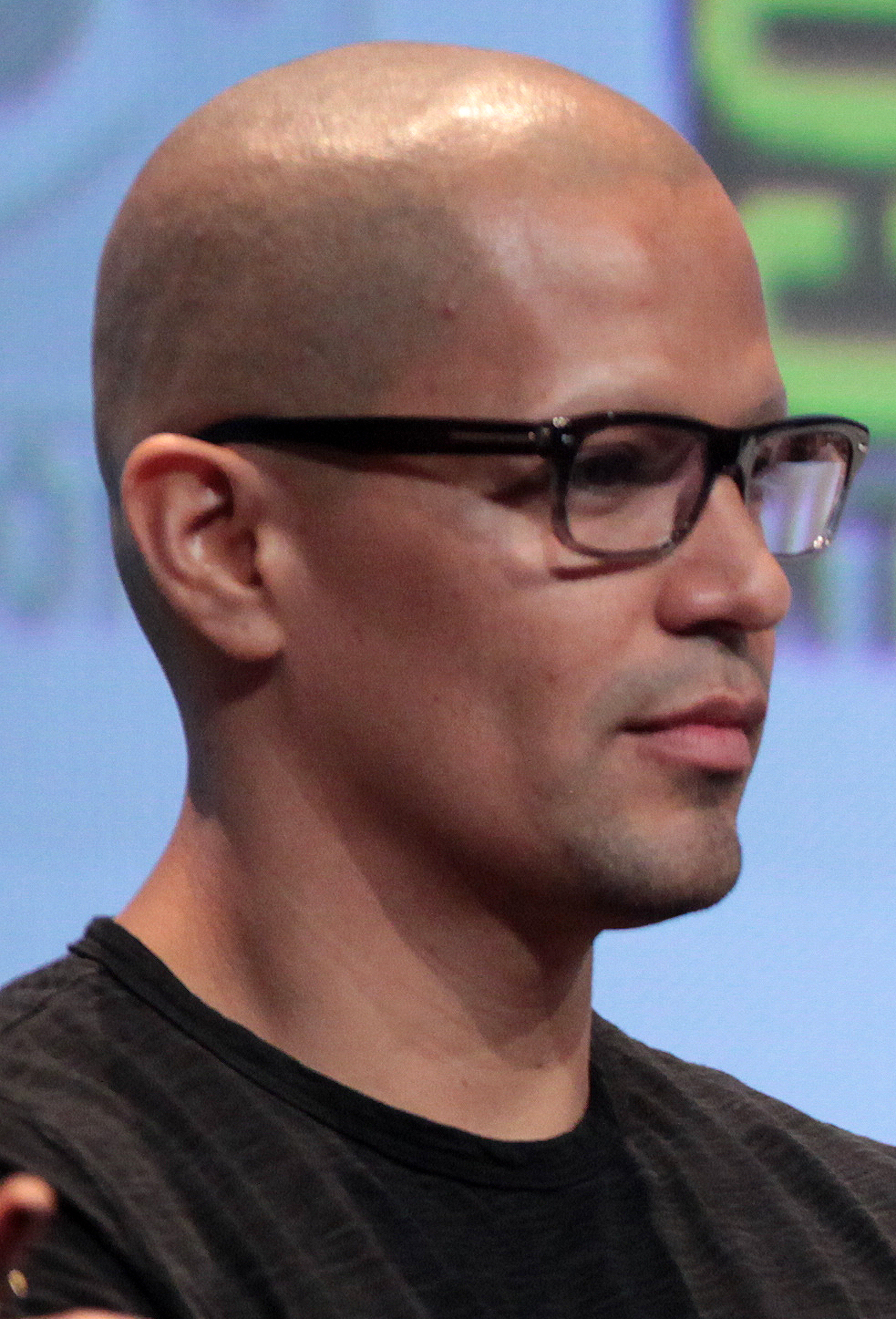
Jay Hernandez 2015.

Jay Hernandez, född 20 februari 1978 i Montebello, Kalifornien, amerikansk skådespelare. 
Hernandez har medverkat i flera filmer och även gästspelat i en del TV-serier. Han är bland annat känd för rollen som Paxton i Hostel-filmerna. Sedan 2018 spelar han Thomas Magnum i den nya versionen av TV-serien Magnum P.I.

## Filmografi (urval)
- 2000 – Living the Life
- 2001 – Crazy/Beautiful
- 2001 – Roadkill
- 2002 – The Rookie
- 2004 – Torque - på högsta växel
- 2004 – Ladder 49
- 2004 – Friday Nights Lights
- 2005 – Hostel
- 2006 – World Trade Center
- 2007 – Hostel 2
- 2008 – Quarantine
- 2008 – Lakeview Terrace
- 2010 – Takers
- 2012 – LOL: Laughing Out Loud
- 2016 – Suicide Squad
- 2017 – Bright
- 2019 – Toy Story 4